# Hosszúlépés. Járunk?
A hosszúlépés.járunk? 2013-ban alapított budapesti városiséta-szervező cég. A hosszúlépés.járunk? elsősorban Budapest történetét, épített és kulturális örökségét bemutató tematikus sétáiról ismert, de a fővároson kívül is szervez programokat (Debrecenben, Tihanyban, Keszthelyen), és szakmai partnerként közreműködik kulturális projektek megvalósításában. 2021-ben megjelent a hosszúlépés.járunk? alapítóinak első könyve, a Hosszúlépés Budapesten.

## Történet
A hosszúlépés.járunk? 2013-ban indult. A cég ügyvezetői Koniorczyk Borbála és Merker Dávid, akik az alapítás óta együtt vezetik a céget. A hosszúlépés.járunk? évente mintegy 800-1000 sétát szervez.
A hosszúlépés.járunk? sétái között megtalálható az Aczél György nyomában Újlipótvárosban, a nyilasterrort feldolgozó Véresmajor, a Liszt Ferenc Nemzetközi Repülőtér bezárt 1-es terminálját bejáró Ablak a világra, a Hegyen-völgyön, Gyermekvasúton, a Cseh Tamás nyomában Budán, a Te fogalom, te édes szó, Gerbeaud. A budapesti kínai közösség mindennapjait bemutató Egy falat Kína séta alapján a Spektrum televízió forgatott dokumentumfilm-sorozatot Kicsi ország, kicsi Kína - A titkos kínai birodalom Magyarországon címmel.
Hosszúlépés.járunk? sétákat vezet Saly Noémi irodalom- és Budapest-történész, Dezső András újságíró, a Magyar kóla című könyv szerzője, Csunderlik Péter történész, egyetemi oktató, Barkó Ágoston OSB bencés szerzetes, a Tihanyi Apátsági Múzeum igazgatója, a Csillagászati és Földtudományi Kutatóközpont Konkoly-Thege Miklós Csillagászati Intézetének csillagászai.
2020-ban sétaszínházi programokkal bővültek a hosszúlépés.járunk? sétái. A sétaszínházi előadások egy sétára felfűzve, dramatizált formában mutatnak be egy-egy irodalmi alkotásokon, visszaemlékezéseken alapuló témát, ahol az előadás kulisszái maguk az eredeti helyszínek, a szövegeket pedig színészek - Vecsei H. Miklós, Pelsőczy Réka, Kiss Eszter – keltik életre. A hosszúlépés.járunk? a debreceni Csokonai Színház együttműködésével 2021-től Debrecenben is szervez sétaszínházi programokat.

## Misszió
A hosszúlépés.járunk? elsődleges célja közelebb hozni Budapestet a lakóihoz, megismertetve velük azokat a kevésbé ismert történeteket, közösségeket, eseményeket, amik a nagy történelmi eseményeken túl is formálták a várost, az épületeit, a bennük élők mindennapjait. A hosszúlépés.járunk? ezért kiemelten foglalkozik a XIX.-XX. század történéseivel, és nem csak történelmi tárgyú tematikus sétákat, de olyan épületbejárásokat is szervez, ahol egy-egy közismert, de a nagyközönségtől elzárt épület vagy intézmény világát, az ottani kulturális értékeket lehet megismerni.

## Wonder Woman Budapest
2019-ben a hosszúlépés.járunk? Wonder Woman Budapest néven a budapesti női szobrokért indított kampányt. A főváros közterületein álló 1200 szobor közül az Átlátszó 2018-as gyűjtése szerint aránytalanul kevés, 35 ábrázolt női hősöket. Az akció célja az volt, hogy a szoborra méltó életpályájú nők életének bemutatásával, közönségszavazással, közterületi akcióval újabb női szobrok állítását érjék el. Az Wonder Woman Budapest részeként a hosszúlépés.járunk? 2020-ban szobrot avatott Budapest VII. kerületében Szenes Hanna tragikus sorsú magyar-izraeli hősnőnek. Szenes Hanna szobrát a miniszobrairól ismert Kolodko Mihály formázta meg. A Wonder Woman Budapest kezdeményezésért a hosszúlépés.járunk? elnyerte a 2020-as Highlights of Hungary Glamour&Good különdíját.

## Hosszúlépés Budapesten
2021 decemberében jelent meg a hosszúlépés.járunk? alapítóinak első könyve, a Hosszúlépés Budapesten. A könyv négy, virtuálisan és valóságosan is bejárható sétával mutatja be a főváros történetének egy-egy szeletét. A Falon kívül és belül fejezet Budapest zsidó múltjával és jelenével foglalkozik, az Újlipótvárostól a Telekig térig kalauzolva az olvasót. A Vasbeton és madárcsicsergés a II. kerület Bauhaus építészetével ismertet meg. A Süllyedő világ a Horthy-korban kiépülő Szentimreváros egykori világát és közösségeit kelti életre, a Kölcsönvett múlt pedig olyan, az idők során sokszor átértelmeződő terekbe kalauzol, mint a ma Újszínházként ismert Parisiana Orfeum, a romkocsmák, vagy a Corvin áruház. A Hosszúlépés Budapesten a XXI. század kiadó gondozásában jelent meg.